# Südhalbkugel

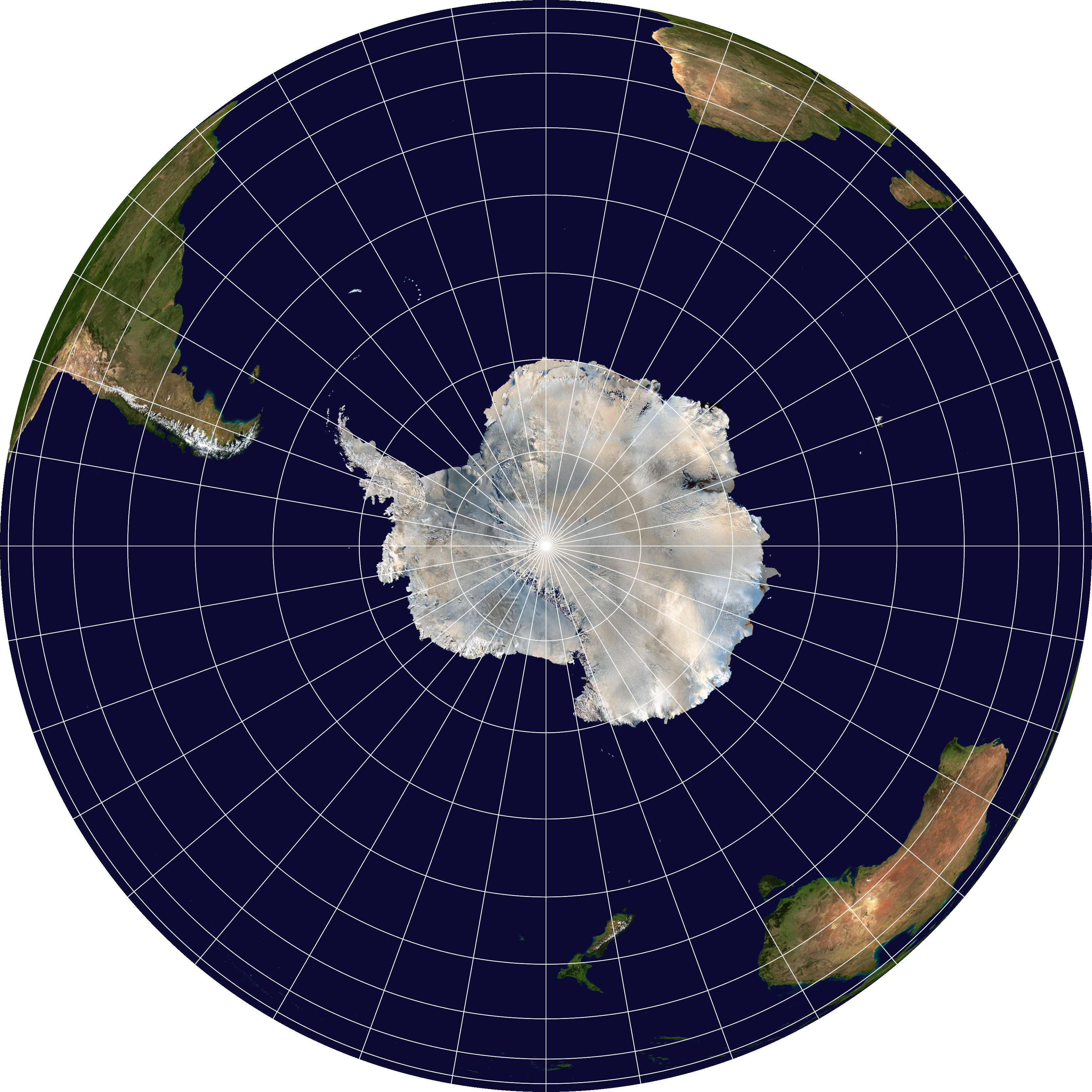
Südhalbkugel

Verteilung der Erdteile beiderseits des Äquators und des Nullmeridians – der Bereich der Südhalbkugel ist gelb hervorgehoben (Antarktika nicht eingezeichnet)

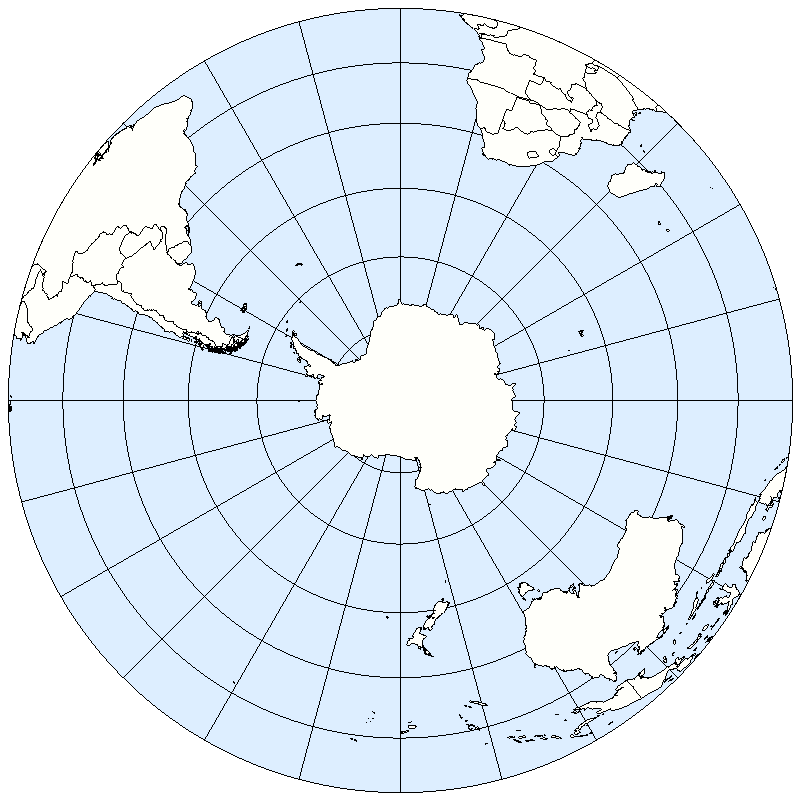
Südhalbkugel (flächentreu)

Die Südhalbkugel oder Südhemisphäre ist die südlich des Äquators gelegene Hälfte der Erde und so das Gegenstück zur Nordhalbkugel. Sie wird auch südliche Halbkugel oder südliche Hemisphäre (lateinisch hemisphaerium von altgriechisch ἥμισφαῖριον hēmisphaírion ‚Halbkugel‘) genannt und bei Angaben der geographischen Breite durch den Buchstaben S beziehungsweise ein negatives Vorzeichen gekennzeichnet. Auf der Südhalbkugel leben derzeit etwa 10 % der Weltbevölkerung, die am häufigsten gesprochene Sprache ist Portugiesisch, gefolgt von Spanisch und Javanesisch.
Die Südhalbkugel der Erde hat in der gegenwärtigen Epoche wesentlich mehr Wasserfläche als Landfläche und damit auch eine größere Wasserfläche als die Nordhalbkugel, doch weniger als die sogenannte Wasserhemisphäre. Die Landfläche der Südhemisphäre beträgt etwa 19 %, ihre Wasserfläche etwa 81 %. Die hauptsächlichen Landteile stellen die Kontinente Antarktika und Australien – der kleinste Kontinent der Erde – sowie der Großteil von Südamerika, ein kleinerer Teil von Afrika und der größte Teil des Malaiischen Archipels. Auf der Südhalbkugel sind die beherrschenden Weltmeere der Südliche Ozean, rund die Hälfte des Pazifischen Ozeans und auch des Atlantischen Ozeans sowie der Großteil des Indischen Ozeans.
Durch die Corioliskraft drehen sich auf der Südhalbkugel Tiefdruckgebiete, und so beispielsweise auch Hurrikane, gemäß dem barischen Windgesetz im Uhrzeigersinn.
Im Zentrum des Südpolargebiets liegt der geographische Südpol –  dies ist der Schnittpunkt der Erdachse mit der Erdoberfläche im Süden. Der südliche Magnetpol liegt zurzeit knapp außerhalb des südlichen Polarkreises im Meer. Das Polarlicht der Südhalbkugel wird Aurora australis genannt.
Die Jahreszeiten auf der Südhalbkugel sind gegenüber denen auf der Nordhalbkugel um ein halbes Jahr verschoben: während die südliche Hemisphäre Winter hat, hat die nördliche Hemisphäre Sommer. Bei den vier astronomischen Jahreszeiten bestimmen die Äquinoktien (Tagundnachtgleichen) und Solstitien (Sonnenwenden) jeweils das Datum von Beginn und Ende. Diese auf dem Umlauf der Erde um die Sonne bezogenen Termine gelten für die ganze Erde zur selben Zeit. Mit der Passage des Frühlingspunktes beginnt auf der Nordhemisphäre der Frühling, auf der Südhemisphäre fängt zur gleichen Zeit der Herbst an.
Am Äquator und in den angrenzenden tropischen Regionen der Erde zwischen dem nördlichen und dem südlichen Wendekreis kann die Sonne im Laufe eines Jahres ihren höchsten Sonnenstand im Zenit erreichen. In den höheren Breiten gemäßigter und polarer Regionen ist dies nie der Fall. Jenseits der Wendekreise zu den Polen hin steht die Sonne an Standorten auf der nördlichen Hemisphäre zu Mittag im Süden und auf der südlichen Hemisphäre zu Mittag im Norden. Der Sonnenaufgang infolge der Erdrotation ist auf der gesamten Erde östlich, der Sonnenuntergang westlich. Ähnliches gilt für Aufgang und Untergang der Mondes sowie dessen Kulmination. Die Lichtgestalt des Mondes ist von der nördlichen wie von der südlichen Halbkugel aus gesehen im Grunde die gleiche, auf den Horizont bezogen erscheint sie jedoch umgekehrt. So scheint der Vollmond gleich und die Mondphase ist immer dieselbe, doch die Figur der Mondsichel des zunehmenden bzw. des abnehmenden Mondes erscheinen wie spiegelverkehrte Aspekte im horizontbezogenen Bild.
In Projektion auf die Himmelskugel wird über den Erdäquator der Himmelsäquator definiert. Der Himmelsäquator scheidet den Südlichen Sternhimmel vom Nördlichen Sternhimmel. Die Achse, um die der Sternenhimmel kreist, durchstößt die Himmelskugel derzeit im Nordhimmel nahe dem Polarstern, im Südhimmel im Oktanten, als Orientierung dient traditionell das Kreuz des Südens.